# Dash Shaw
Pour les articles homonymes, voir Shaw.
Dash Shaw est un illustrateur et auteur de bande dessinée américain, né le 6 avril 1983 à Hollywood (Californie).
Il écrit aussi des paroles de chansons et joue avec James Blanca dans le groupe Love Eats Brains! et il a également collaboré à plusieurs projets de courts-métrages.

## Biographie
Dash Shaw est né le 6 avril 1983 à Hollywood en Californie, avant que sa famille ne s'installe à Richmond en Virginie en 1985. Il dessine depuis l'âge de quatre ans, initié par son père, et a toujours gardé un intérêt et une fascination pour la bande dessinée. Il s'auto-publie depuis le lycée, tout en faisant paraître des illustrations dans InSync, le supplément jeunesse du Richmond Times-Dispatch. À l'époque du lycée, il passe six mois dans une petite ville près de Nagoya au Japon.
Shaw est sorti diplômé en comics/illustration de la School of Visual Arts de Manhattan en 2005. Durant son cursus et depuis lors il publie ses courts récits dans plusieurs revues américaines et étrangères, en plus de nombreuses illustrations.

## Publications

### Originales en anglais
- Love Eats Brains. A Zombie Romance, avec Will Jones, Odd God Press, 2004.
- Goddess Head. Short Stories, Teenage Dinosaur, 2005.
- The Mother's Mouth, Alternative Comics, 2006.
- « Crater Face », dans Stuck in the Middle. Seventeen Comics from an Unpleasant Age, Viking, 2007.
- Bottomless Belly Button, Fantagraphics, 2008.  (ISBN 9781560979159)
- Participations à Mome n°10-22, Fantagraphics, 2008-2011.
- Participation à Beasts!, book 2, Fantagraphics, 2008.  (ISBN 9781560979494)
- The Unclothed Man in the 35th Century A.D., Fantagraphics, 2009.  (ISBN 9781606993071)
- BodyWorld, Pantheon Books, 2010.
- New School, Fantagraphics, 2013.  (ISBN 9781606996447)
- New Jobs, Uncivilized Books, 2013.
- 3 New Stories, Fantagraphics, 2013.
- Cosplayers, Fantasgraphics, 2016.
- Discipline, New York Review Book, 2021.

### Traductions en français
- Bottomless Belly Button, Çà et là, 2008. Sélection officielle du Festival d'Angoulême 2009.
- Virginia (The Mother's Mouth), Çà et là, 2009.
- Body World, Dargaud, 2010.
- New School, Çà et là, 2013.
- Doctors, Çà et là, 2015 - Sélection officielle du Festival d'Angoulême 2016.
- Cosplayers, Çà et là, 2016
- Discipline, Çà et là, 2022.

## Cinéma
- 2012 : Seraph, court-métrage, réalisation et scénario (écrit en collaboration avec  John Cameron Mitchell
- 2016 : My Entire High School Sinking Into the Sea, réalisation et scénario
- 2021 : Cryptozoo, réalisation et scénario (qui reçoit une mentions spéciale du Jury au Festival international du film fantastique de Neuchâtel[1].